# 广播法
广播法（英語：Broadcast law）即广播相关法律领域。这些法律法规与广播电台和电视台有关，亦被认为包括与二者密切相关的服务（如有线电视、有线广播、卫星电视和卫星广播）。同理，广播法亦适用于联播网。
广播法包括这些设施的技术参数，以及版权、粗口和地方主义或地区主义等内容问题。

## 菲律宾
根据菲律宾法律，联播网需持有国会特许才能在菲律宾运营电视台和广播电台。 

## 美国
在美国，广播受联邦通信委员会管理。
广播法的一些更值得注意的方面包括：
- 频率分配：将频谱划分为非授权频段（ISM频段和U-NII频段）以及和授权频段（电视频道频率、 FM 广播频段、业余无线电频率分配等）。
- 低功率广播
- 公平原则
- 公共广播

### 历史
《1927年广播法》是美国首部主要广播法。其中一项条款是公平原则（为后来的公平时间原则打下基础）。该条款要求广播和电视台以及制作自己节目的有线电视系统在出售或赠送播出时间时平等对待具有合法资格的政治候选人。由于担心在没有规定候选人机会均等的情况下，一些广播公司可能会试图操纵选举，这导致立法者创建了选举。 《1934年通信法》对《1927年广播法》进行了修订，公平时间原则在《1934年通信法》第一百三十五条做了明文规定。
《1934年通信法》是广播法历史上的另一个标志，因为该法创建了联邦通信委员会，机构旨在“规范州际和国外商业通过有线和无线电进行的通信，以便尽可能地给美国所有人民（不分种族、肤色、宗教、国籍或性别）提供快速、高效、全国性和世界范围的有线和无线电通信服务...” （在这种情况下，“广播”一词涵盖无线广播和电视。 ) 联邦通信委员会有权“使此类法规不违反法律，因为该机构可能认为有必要防止电台串扰并执行《1934年通信法》的规定”。
1949年，联邦通信委员会制定公平原则以确保广播电台就任何争议话题做出平衡和公平的报道。 联邦通信委员会采纳了“电台被许可人是‘公共受托人’，因此被许可人有义务播出争议公共话题的不同观点讨论。”这一观点。后来确定，电台还应积极寻找对其社区重要的问题，并就这些问题制播广播节目。1980年代，里根政府向联邦通信委员会施压以迫使FCC废除公平原则。

## 英国
2002年起，英国的广播一直受到英國通訊管理局的监管。
定期广播和电视广播服务需要根据《1990年广播法》或《1996年广播法》取得通讯管理局的许可，并且必须遵守依《2003年通信法》第三百一十九条制定的通讯管理局《广播规则》以及与访问相关的许多其他法规、电子节目指南、广告等。 而英国广播公司仅须遵守《广播规则》的部分条款。
点播电视服务受视频点播管理局监管，业者须遵守《2003年通信法》第 368A(1) 条规定的受监管服务的定义与《2003年通信法》第4A章规定的节目标准。

## 延伸阅读
- 有关英国广播监管的更多信息，参见实用法律公司《广播监管：快速指南 （页面存档备份，存于）》。